# Zanthoxylum viride
Zanthoxylum viride är en vinruteväxtart som först beskrevs av Auguste Jean Baptiste Chevalier, och fick sitt nu gällande namn av Alma May Waterman. Zanthoxylum viride ingår i släktet Zanthoxylum och familjen vinruteväxter. Inga underarter finns listade i Catalogue of Life.